# Coordinación de la formación del personal de nivel superior (Brasil)

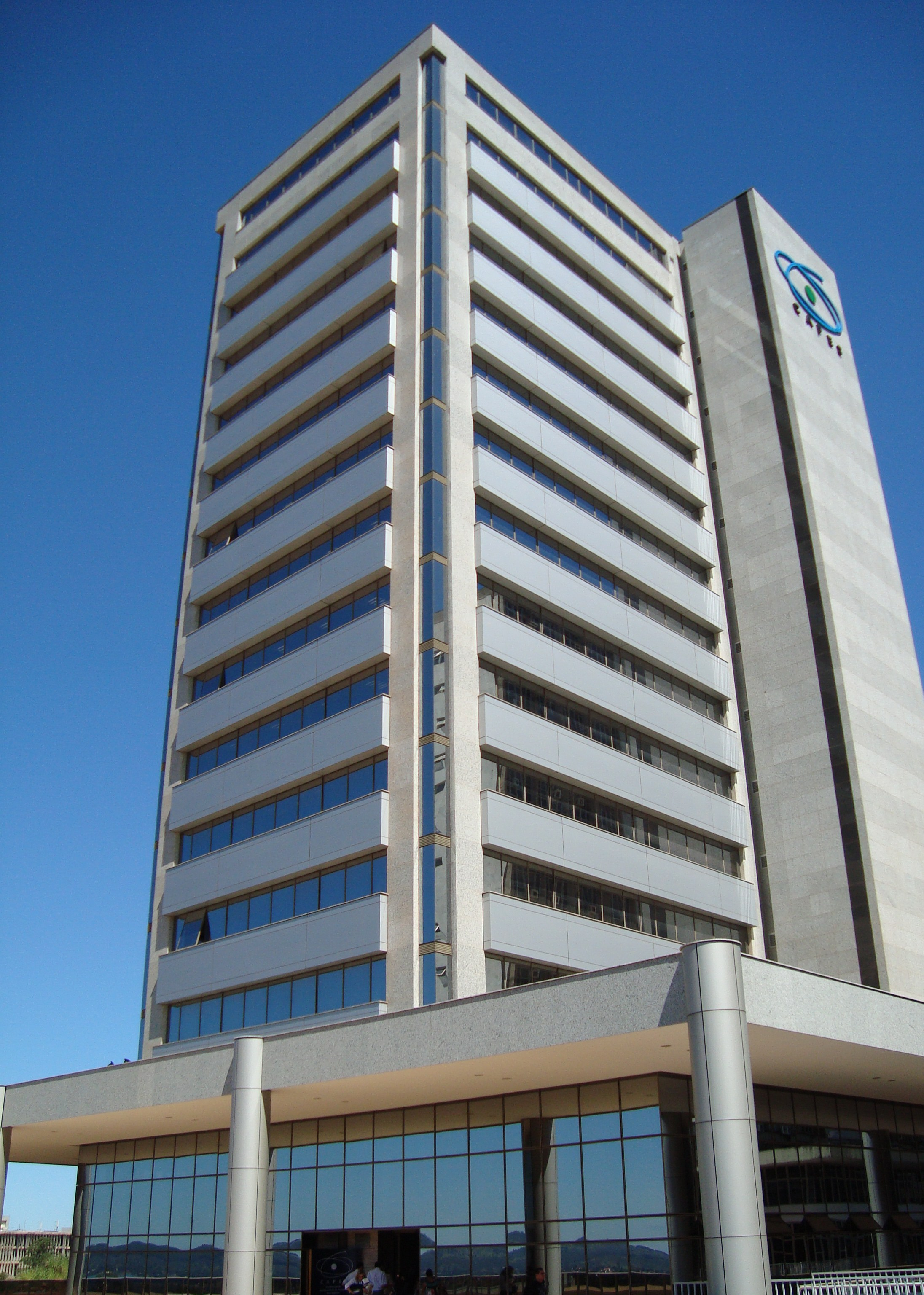
Sede central de CAPES em Brasília

El CAPES (en portugués, Coordenação de aperfeiçoamento de pessoal de nivel superior) es un organismo brasileño bajo la autoridad del Ministerio de Educación que desempeña tres actividades principales: 
- la evaluación de los programas brasileños de postgrado,
- el pago de becas y auxilios a investigadores y sobre todo a estudiantes de maestría y doctorado, y
- el mantenimiento de un Portal de Periódicos que incluye más de 12.000 títulos, la mayor parte de ellos en inglés.

## Historia
Capes fue creada en 1951 por el educador Anisio Teixeira, en el último (y democrático) gobierno Vargas, que tenía una política nacionalista y pretendía el desarrollo de la investigación científica (en el CNPq, que se llamó inicialmente Consejo Nacional de Investigación, o Conselho Nacional de Pesquisas) y la formación de profesores para la enseñanza superior, que fue la misión de Capes.
Desde 1976 Capes organiza la evaluación sistemática de los cursos de postgrado - actualmente, 2300 programas distintos, de los cuales unos 1200 doctorales. Casi todos los programas tienen también un curso de maestría. Capes tiene 45 responsables por las áreas del conocimiento, quienes componen comisiones que evalúan la productividad científica de los profesores (todos en el postgrado deben ser doctores), la calidad de los trabajos de los estudiantes, su capacidad de inserción en la vida profesional o académica y, desde 2007, el impacto social de los cursos, sea desde el punto de vista del desarrollo económico, sea desde lo de la reducción de la injusticia social.
Su presidente actual es el bioquímico Jorge Guimarães mientras el director de evaluación es el filósofo Renato Janine Ribeiro.
Capes es la única entidad en Brasil que puede cerrar - y efectivamente cierra - cursos de mala calidad. Por eso se considera que el postgrado es el único nivel de enseñanza en el cual Brasil tiene calidad internacional. La dirección actual de Capes desea expandir los contactos con los países de LAC (Latin America and Caribbean) y ha propuesto un sistema latinoamericano y caribeño de recolección de datos y de evaluación de los postgrados, para que eses países no se vean reducidos a compradores de los servicios de proveedores de educación anglosajones o del proyecto de Boloña.